# Bryum incrassatolimbatum
Bryum incrassatolimbatum är en bladmossart som beskrevs av Jules Cardot 1909. Bryum incrassatolimbatum ingår i släktet bryummossor, och familjen Bryaceae. Inga underarter finns listade i Catalogue of Life.